# 左右田稔
左右田 稔（そうだ みのる、1947年10月24日 - 2025年7月24日）は、日本の実業家。東建コーポレーション株式会社創業者・代表取締役会長。号は鑑穂（かんすい）。

## 来歴
愛知県岡崎市生まれ。先祖は明治維新後に岡崎で旅館を経営していた。豊田市及び刈谷市育ち。刈谷市立刈谷南中学校、天理高等学校を経て、東海大学政治経済学部政治学科に入学し、猪熊功の下で柔道選手として活躍したが、ケガにより柔道の継続を断念、実業家を志して1968年に大学を中退する。
1970年に地元の刈谷市で鉄骨溶接業の左右田企工を創業する。1974年に東名商事を創業し、1979年に株式会社東名商事（現東建コーポレーション株式会社）代表取締役社長となる。2013年、同社代表取締役社長兼会長に就任。2023年12月8日、副社長で次男の左右田善猛が同社代表取締役社長兼CEOに就任し、自身は社長を退任して同社代表取締役会長に就任する。
2025年7月24日死去。77歳没。

## 人物
日本刀と甲冑の一大コレクターでもあり、日本刀を40年に渡って収集してきた。収集品は刀剣ワールド財団に寄贈され、日本最大級の刀剣博物館となる名古屋刀剣博物館「刀剣ワールド」にて展示される予定である。

## 著書
※いずれも左右田鑑穂自著
- 『成功へのアドバイス』中日出版社 1984年
- 『おしゃれハウス : 住まいが面白くなる』エフエー出版 1987年　※全国学校図書館協議会選定図書・日本図書館協会選定図書
- 『土地を活かすリース建築経営 : 土地の有効利用と節税・安定収入』エフエー出版 1988年
- 『賃貸不動産業のe革命』日経BP企画 2000年
- 『建築営業のe革命』日経BP企画 2001年
- 『100歳シニアのイキイキ人生 : 都会か、田舎か、海外か』日経BP企画 2001年
- 『成功へのe革命 : 東建が実証する耐不況ビジネスモデル』日経BP企画 2003年
- 『耐震住宅の建て方・住まい方』日経BP企画 2004年
- 『経営企画力が会社を伸ばす : 発想を必ずカタチにする最強経営術』日経BP企画 2006年
- 『地震に強い家づくり : 安全・安心・快適生活の提案』日経BP企画 2007年